# Welcome to the Fall
Welcome to the Fall es el álbum debut de la banda de hard rock/post-grunge 32 Leaves de Arizona, lanzado el 6 de septiembre de 2005. La banda lo grabó y mezcló con Larry "Love" Elyea de la fama de Bionic Jive, en The Salt Mine y Mind's Eye Digital. Welcome to the Fall no fue muy promocionado y nunca fue incluido en las listas de éxitos.

## Giras y promoción
Durante 2006 y 2007, 32 Leaves apoyó el álbum en su gira y compartió escenarios con artistas como 10 Years, Crossfade, Dredg, Evans Blue, Fair To Midland, Smile Empty Soul y Trapt.
El tema "All is Numb" tuvo un video musical y encontró una considerable difusión en la estación de radio satelital Sirius, Octane. Permanecería en el Top 5 del 'Octane Top 20 Countdown' durante al menos 10 semanas. Aunque el tema tiene un sonido comercialmente accesible, su interludio contiene blasfemia en la línea repetida, "Supongo que mi pensamiento excesivo es lo que me ha estado jodiendo". Esto puede apuntar a su exclusión de la radio convencional. La canción "Blood on My Hands" tuvo también un video producido para la misma. En 2007, "Waiting" apareció en la banda sonora del videojuego FlatOut: Ultimate Carnage.

## Listado de pistas
1. "Sudden Change" – 3:42
2. "Blood on My Hands" – 3:32
3. "Never Even There" – 3:10
4. "Your Lies" – 4:07
5. "Wide Awake" – 4:24
6. "Waiting" – 3:19
7. "Interlude to Addiction" – 0:32
8. "Makeshift" – 4:08
9. "Overflow" – 3:31
10. "All Is Numb" – 4:23
11. "Watching You Disappear" – 3:37
12. "Deep Breath" – 3:08

### Bonus
- El Enhanced CD contiene el videoclip de "Blood on My Hands"

## Personal
- Greg Allen Norris – voz
- Mike Lopez – guitarra
- Mike Chavez – guitarra
- Aron Orosz – bajo
- Barrett Gardner – batería